# Visconde de Riba Tâmega
Visconde de Riba Tâmega é um título nobiliárquico criado por D. Luís I de Portugal, por Decreto de 10 de Outubro de 1871, em favor de José de Vasconcelos Guedes de Carvalho, antes 1.º Barão de Riba Tâmega.
Titulares
1. José de Vasconcelos Guedes de Carvalho, 1.º Barão e 1.º Visconde de Riba Tâmega.

Após a Implantação da República Portuguesa, e com o fim do sistema nobiliárquico, usaram o título: 
1. José Mendes de Vasconcelos Guimarães, 2.º Visconde de Riba Tâmega;
2. Matilde Filomena da Silva de Vasconcelos Guimarães, 3.ª Viscondessa de Riba Tâmega.[2]